# Mnais gregoryi
Mnais gregoryi là loài chuồn chuồn trong họ Calopterygidae. Loài này được Fraser mô tả khoa học đầu tiên năm 1924.